# 山田祐也 (競艇選手)
山田 祐也（やまだ ゆうや 、1989年7月6日 - ）は、高知県香南市出身の競艇選手。					
登録番号4757の112期生。徳島支部所属。同期には松尾充、山崎郡、今泉友吾、馬場剛らがいる。高知県立高知工業高等学校卒業。

## 来歴
- 2013年5月2日、鳴門競艇でデビュー。
- 2016年12月18日、平和島競艇でデビュー初優勝。
- 2016年12月26日、鳴門競艇場で2度目の優勝を飾り、2節連続優勝を果たした。
- 2017年8月22日、若松競艇場で行われた第63回MB記念でSG初出場。24日にSG初勝利を飾った。
- 2020年2月13日、丸亀競艇場で行われた第63回四国地区選手権競走でG1初優出を果たし、1号艇の絶好枠を手にするも結果は惜しくも2着に終わった。
- 2021年7月4日、三国競艇場で行われたモーターボート大賞～昭和平成無差別マッチ～でG2初優勝を果たし、SGボートレースクラシック出場の切符を自らの力で掴み取った。
- 2022年2月11日、鳴門競艇場で行われた第65回四国地区選手権競走の優勝戦で大外6コース(1着率１.５％の圧倒的不利な状況）からの捲りを見事に決めてG1初制覇を飾り、正真正銘の記念レーサーとなった。

## 人物・エピソード
- 2016年度(平成28年)の最優秀新人選手[1]として表彰された[2]。
- 2018年9月からの過去1年間で5コースの成績が2連対率艇界No.1と艇界屈指の5コース特化選手である。
- 小学校から高校まで野球をしており、強豪校のレギュラーでもあった（中学：四国大会3位）。社会人野球ではピッチャーの経験もあり、強肩である。
- ファッション雑誌『anan』や『メンズノンノ』のモデルを務めたこともある[3]。
- 結果が出なくても決して腐らない純真さ、逆境に負けない真の強さや揺るがない信念の存在を感じさせる逸話に、『土佐のいごっそう』の香りがする人物である[4]。

## 獲得タイトル

### G1
- 2022年2月、第65回四国地区選手権（鳴門競艇場）。決まり手は6コースからのまくり。

### G2
- 2021年7月、モーターボート大賞～昭和平成無差別マッチ～（三国競艇場）。決まり手は逃げ。